# Inbee Park
Inbee Park (hangul: 박인비; hanja: 朴仁妃, pronúncia coreana: [paːk inbi]; nascida em 12 de julho de 1988) é uma golfista profissional sul-coreana que atualmente joga nos torneios do Circuito LPGA e do LPGA of Japan Tour. De 15 de abril de 2013 a 1 de junho de 2014, Inbee permaneceu como número um do ranking mundial feminino de golfe — ela retomou a liderança em outubro de 2014.
No golfe dos Jogos Olímpicos de Verão de 2016, realizados no Rio de Janeiro, Brasil, conquistou a medalha de ouro na competição de jogo por tacadas individual feminino, com 268 pontos restantes, representando Coreia do Sul.

## Infância e carreira amadora
Park nasceu na capital da Coreia do Sul, Seul e começou a jogar golfe desde cedo, aos 10 anos de idade.